# Relações entre Brasil e Reino Unido

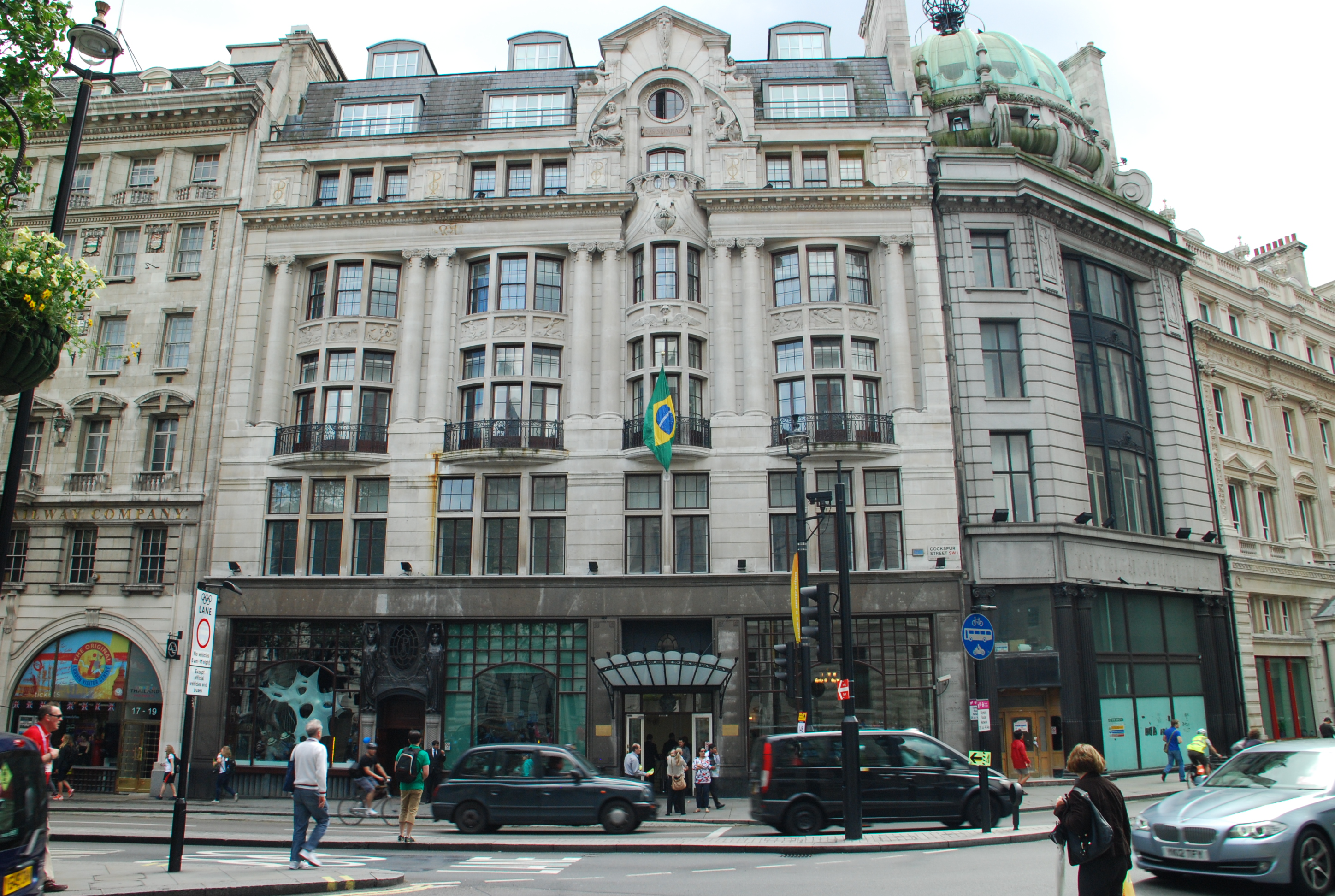
Prédio da embaixada do Brasil em Londres. O atual embaixador e chefe da missão brasileira é Roberto Jaguaribe.

As relações entre Brasil e Reino Unido são as relações diplomáticas estabelecidas entre a República Federativa do Brasil e o Reino Unido da Grã-Bretanha e Irlanda do Norte.
Atualmente o Reino Unido é o quarto maior país investidor em território brasileiro. As exportações britânicas cresceram 23% em 2010 e 9% em 2011. As companhias britânicas como a British Gas, British Petroleum, Rolls-Royce e Shell vêm investindo fortemente no país, principalmente no Rio de Janeiro.
Apesar de ter havido uma desaceleração da economia brasileira devido à crise econômica de 2008-2011, de acordo com o jornal britânico Daily Mail, o Brasil superou o Reino Unido e deve ocupar o posto de sexta maior economia do mundo, sendo esta a primeira vez que os britânicos ficariam atrás de uma nação sul-americana.

## História
No período da história brasileira denominado como Primeiro Reinado, mais precisamente no ano de 1824, o Reino Unido reconheceu a independência do Brasil. Já no Segundo Reinado, o desgaste nas relações entre os dois países, que se arrastava desde a década de 1850, por conta das pressões inglesas pela extinção do tráfico negreiro e devido ao conflito diplomático conhecido como a Questão Christie, conduziu o Brasil a um rompimento das relações com a Grã-Bretanha em 1863, restabelecendo-as somente em 1865.
Em 1919, foi elevada à categoria de embaixada a legação do Brasil em Londres, e em reciprocidade, o Reino Unido elevou à categoria de embaixada a legação no Rio de Janeiro. Na Conferência Dumbarton Oaks, em 1944, britânicos e soviéticos rejeitaram a proposta norte-americana para um assento permanente do Brasil no Conselho de Segurança das Nações Unidas. A rainha Elizabeth II realizou, em 1968, a primeira visita oficial de um monarca britânico ao Brasil. Em 1982, o Brasil se manteve neutro na Guerra das Malvinas, e proibiu pousos e sobrevoos de aviões britânicos em seu território, embora reconhecesse a soberania argentina sobre as ilhas.

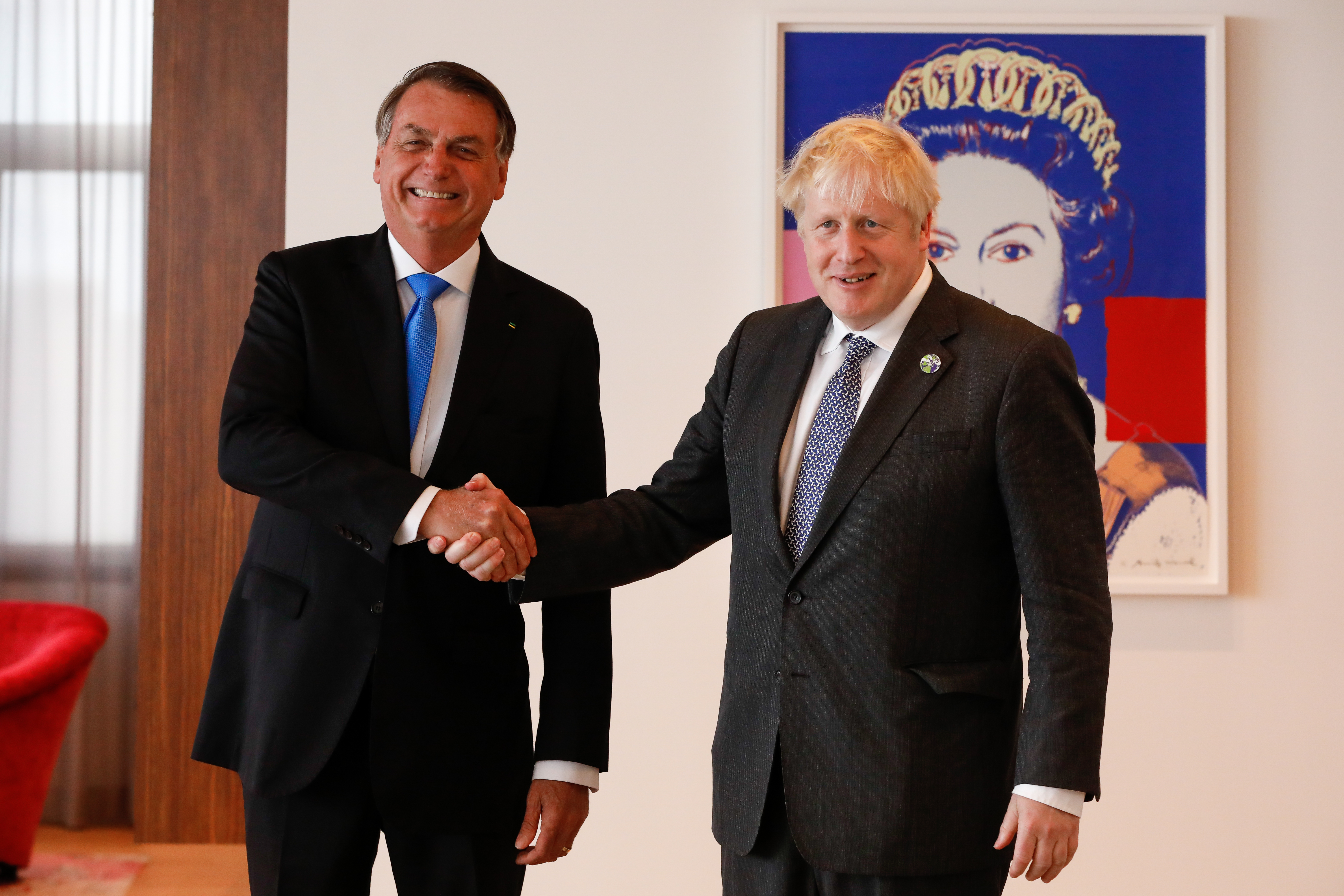
Encontro entre o presidente Jair Bolsonaro e o então primeiro-ministro do Reino Unido, Boris Johnson em Nova Iorque em 2021.

Em 1997, o presidente Fernando Henrique Cardoso realizou uma visita oficial de Estado ao Reino Unido, e em 2001 o primeiro-ministro Tony Blair realizou a primeira visita oficial de um chefe de governo britânico ao Brasil.
Em 2005, após ser confundido com um terrorista muçulmano que teria participado dos atentados no metrô de Londres, o brasileiro Jean Charles de Menezes foi morto pela polícia britânica. A Scotland Yard admitiu o erro e informou que o brasileiro foi atingido cinco vezes na cabeça depois de ter se recusado a obedecer ordens de parar dentro de um vagão do metrô. Os 11 policiais envolvidos na ação foram absolvidos. O governo brasileiro manifestou o seu "desagrado" com a decisão.

## Visitas de alto nível
Visitas de alto nível do Brasil ao Reino Unido:
- Presidente Fernando Henrique Cardoso (1997)
- Presidente Luiz Inácio Lula da Silva (2003, 2005, 2006, 2009)
- Presidente Dilma Rousseff (2012)
- Ministro das Relações Exteriores Antonio Patriota (2013)
- Ministro das Relações Exteriores Aloysio Nunes (2017)
- Presidente Jair Bolsonaro (2022)
- Presidente Luiz Inácio Lula da Silva (2023

Visitas de alto nível do Reino Unido ao Brasil:
- Rainha Elizabeth II (1968)
- Charles III (1978, 1991, 2002, 2009)
- Primeiro-ministro Tony Blair (2001)
- Secretária de Estado Margaret Beckett (2006)
- Primeiro-ministro Gordon Brown (2009)
- Primeiro-ministro David Cameron (2012)
- Secretário de Estado William Hague (2014)